# Mirollia
Mirollia är ett släkte av insekter. Mirollia ingår i familjen vårtbitare.

## Dottertaxa tillMirollia, i alfabetisk ordning[1]
- Mirollia aeta
- Mirollia angusticerca
- Mirollia beybienkoi
- Mirollia bigemina
- Mirollia bispina
- Mirollia bispinosa
- Mirollia caligata
- Mirollia carinata
- Mirollia cerciata
- Mirollia composita
- Mirollia compressa
- Mirollia deficientis
- Mirollia elegantia
- Mirollia fallax
- Mirollia folium
- Mirollia formosana
- Mirollia gracilis
- Mirollia hainani
- Mirollia hamata
- Mirollia hexapinna
- Mirollia imitata
- Mirollia javae
- Mirollia lata
- Mirollia liui
- Mirollia longipinna
- Mirollia luteipennis
- Mirollia multidentatus
- Mirollia proxima
- Mirollia quadripunctata
- Mirollia ranongi
- Mirollia rostellum
- Mirollia rufonotata
- Mirollia ulla
- Mirollia yunnani